# Travis Porter
Travis Porter ist der Name eines US-amerikanischen Hip-Hop-Trios aus Georgia.

## Bandgeschichte
Die drei Rapper Ali, Quez und Strap wuchsen in Decatur im US-Bundesstaat Georgia auf und schlossen sich 2006 unter dem Namen Hard Hitters zusammen. Zwei Jahre später benannten sie sich in Travis Porter um und bauten sich einen Internetauftritt bei YouTube auf, um ihre selbstgedrehten Videos zu verbreiten. In den folgenden beiden Jahren veröffentlichten sie auch jeweils drei Mixtapes. Auf einem Tape war auch All the Way Turnt Up enthalten, eine Nummer mit Roscoe Dash, die eigentlich nicht von ihnen veröffentlicht werden sollte. Es gab Ärger und Dash nahm das Lied mit Soulja Boy neu auf.
Durch die Internetpopularität wurden auch die Label aufmerksam und 2010 unterschrieben sie bei Jive. Bereits Ende des Jahres erschien ihr erstes Lied Go Shorty Go. Mit dem zweiten Stück Make It Rain hatten sie ihren ersten Charterfolg in den Billboard Hot 100.

## Mitglieder
- Lakeem Mattox (Ali)
- Donquez Woods (Quez)
- Harold Duncan (Strap)

## Diskografie
Alben
- 2012: From Day 1

Singles
- 2010: Go Shorty Go
- 2010: Make It Rain
- 2011: Bring It Back
- 2012: Ayy Ladies (feat. Tyga)
- 2012: Ride like that (feat. Jeremih)
- 2015: Walked in (Remix) (Bankroll Fresh feat. Street Money Boochie, Travis Porter & Jeezy, US: Platin)